# Патрик Суейзи
Патрик Уейн Суейзи (на английски: Patrick Wayne Swayze) е американски актьор, танцьор и певец.

## Биография
Роден е на 18 август 1952 г. в Хюстън, Тексас. Майка му Патси Суейзи се е занимавала с хореография и е един от основателите на Хюстънския балет. Баща му Джеси (Бъди) Суейзи, израснал като каубой, бивш боксьор, работил в месарница. Като малък Патрик тренира с брат си Дон карате. Учи при майка си балет и участва в театрални представления. В началните и горните класове на гимназията се занимавал с музика, гимнастика, балет, карате, ветроходство, кънки и скокове във вода. През 1970 г. учи последна година в гимназия „Уолтрип“. Семейството му няма достатъчно пари, за да учи в колеж и затова решава да направи всичко възможно да го забележат, за да си осигури стипендия. Тогава животът му се променя завинаги. Травма за цял живот – счупват лявото му коляно, повечето от връзките се скъсват на две, напълно съсипвайки ставата. Продължава да тренира и получава стипендия по гимнастика. Влюбва се от пръв поглед в една от най-добрите гимнастички на майка му – Лиса. От 1975 г. е женен за Лиса Нийми. Двамата продължават да танцуват, за да станат прима балетисти на световно ниво. Следват множество от пункции и операции на коляното на Суейзи. В Ню Йорк живеят с малко средства и затова приемат всякаква работа: преподават джаз, акробатика, гимнастика, дърводелство и изработване на мебели. През 1977 г. се свързва с един агент за таланти на име Боб Ле Монд (на когото майката на Патрик дава тласък да влезе в бизнеса). Суейзи отива с Лиса в Лос Анджелис, след като събират достатъчно пари. Точно когато свършват парите му предлагат роля – „Скейттаун, САЩ“. Участва в пиеси и очаква своя звезден миг – главна роля. Две години по-късно фалират и започват да се занимават пак с дърводелство и точно тогава като в типичен филм на Холивуд му предлагат главна роля във филма „Ренегатите“. Купува първата си кола. Франсис Форд Копола му предлага роля във филма „Аутсайдерите“. Патрик помага през цялото време на актьорите за каскадите. През 1984 г. участва във филма „Необикновена храброст“. Става известен с филмите „Мръсни танци“ (Dirty Dancing) и „Призрак“ (Ghost).
Умира на 14 септември 2009 година от рак на панкреаса.

## Избрана филмография
- „Един последен танц“ (2003)
- „Крайпътна къща“
- „Пробуждане в Рено“ (2002)
- „Дони Дарко“ (2001)
- „Зеленият дракон“ (2001)
- „Писма от убиец“ (1998)
- „Черното куче“ (1998)
- „На Уонг Фу с благодарности, Джули Нюмар“ (1995)
- „Градът на радостта“ (1992)
- „Точка на пречупване“, известен още като „Критична точка“ (1991)
- „Призрак“ (1990)
- „Последният от рода“ (1989)
- „Мръсни танци“ (1987)
- „Мръсни танци 2“
- „Аутсайдерите“ (1983)
- „Северът и Югът“ (1985)
- „Крайпътна къща“ (1989)